# فنوج
فنوج (بالفارسية: فنوج) هي مدينة تقع في إيران في مقاطعة فنوج. يقدر عدد سكانها بـ 9,706 نسمة .